# Collegium Germanicum
il Collegium Germanicum è stato un seminario pontificio di Roma, fondato nel 1552 e poi unito, nel  1580, al Collegium Hungaricum per formare il Collegio Germanico-Ungarico.

## Storia
Il Collegium Germanicum venne creato il 31 agosto 1552 da papa Giulio III con la bolla Dum sollicita. Alla sua fondazione collaborarono attivamente il cardinale Giovanni Morone e Sant'Ignazio di Loyola. Il Collegio aprì ufficialmente i battenti il 28 ottobre di quello stesso anno e la direzione venne affidata al gesuita spagnolo Pedro de Ribadeneira. Nel 1580 venne unito con il Collegium Hungaricum da Gregorio XIII che lo aveva creato nel 1578, ottenendo quindi il nome completo di Collegium Germanicum et Hungaricum.
Sin dalla sua fondazione, lo scopo del collegio era quello di formare dei validi sacerdoti per l'evangelizzazione della Germania protestante. Il corso di studi prevedeva quindi una solida formazione in materia teologica. 